# Barłogi (województwo kujawsko-pomorskie)
Barłogi (niem. Barlegen) – kolonia w Polsce, położona w województwie kujawsko-pomorskim, w powiecie tucholskim, w gminie Tuchola, na obszarze Tucholskiego Parku Krajobrazowego. Miejscowość jest częścią składową sołectwa Rzepiczna.
W latach 1975–1998 miejscowość administracyjnie należała do województwa bydgoskiego.
Do Barłogów przypisana jest kolonia Ostrów jako jej nieformalna część.